# Zręczne ręce
Zręczne ręce (ang. Idle Hands) – amerykański film fabularny z 1999 roku.

## Treść
Anton jest młodym mężczyzną, który oprócz oglądania telewizji i palenia marihuany nie robi zupełnie nic. W nocy misterny morderca nachodzi dom młodego Antona i zabija jego rodziców. Niebawem okazuje się, że zrobiła to „zła” ręka Antona, ponieważ „próżne ręce są narzędziem diabła”.

## Obsada
- Devon Sawa – Anton
- Jessica Alba – Molly
- Seth Green – Mick
- Elden Henson – Pnab
- Christopher Hart – Ręka
- Vivica A. Fox – Debi
- Jack Noseworthy – Randy
- Katie Wright – Tanya
- Sean Whalen – McMacy
- Nicholas Sadler – Ruck
- Steve Van Wormer – Curtis
- Dexter Holland – lider zespołu
- Greg K. – muzyk #1
- Noodles – muzyk #2
- Ron Welty – perkusista
- Timothy Stack – dyrektor Tidwell
- Kelly Monaco – Tifany
- Connie Ray – mama Tobias
- Joey Slotnick – kierownik Burger Jungle

## Nagrody i nominacje
Nagrody Saturn 1999
- Najlepszy występ młodego aktora/młodej aktorki - Devon Sawa (nominacja)